# Strychnos urceolata
Strychnos urceolata är en tvåhjärtbladig växtart som beskrevs av Leeuwenb.. Strychnos urceolata ingår i släktet Strychnos och familjen Loganiaceae. Inga underarter finns listade i Catalogue of Life.